# Ministero (Romania)
Un ministero, in Romania, è un organo della pubblica amministrazione, subordinato al Governo, incaricato della realizzazione della politica governativa in specifiche aree di competenza.
A capo dei ministeri vi sono i ministri che, secondo l'art. 102 della Costituzione della Romania, compongono il Governo insieme al primo ministro.

## Descrizione

### Struttura
I ministeri sono organizzati in subordine al Governo. La legge 90/2001 li definisce «Organi specializzati della pubblica amministrazione centrale che realizzano la politica governativa nei loro domini d'attività». Ruolo, funzioni, attribuzioni e struttura organizzativa possono variare e vengono stabiliti tramite decisione del Governo. La creazione o la soppressione dei ministeri può essere richiesta dal primo ministro tramite ristrutturazione del Governo. Questo può anche disporre modifiche all'organizzazione e al funzionamento dei ministeri, deliberando il trasferimento di determinate competenze ad altri ministeri o ad agenzie in suo diretto subordine.
Enti e agenzie specializzati dipendenti dai ministeri possono essere istituiti sentito il parere della Corte dei conti. I loro compiti vengono stabiliti da un regolamento interno approvato dal ministro. I ministeri possono costituire anche servizi pubblici operanti in specifiche unità amministrative territoriali o, in base a determinate attribuzioni che per loro natura li rendano necessari, dipartimenti con sede all'estero. Nomina e revoca dei direttori degli organi subordinati ai ministeri sono disposte dai singoli ministri. Nel caso di servizi pubblici decentrati che rispondono ai ministeri, per la nomina e la revoca dei quadri dirigenziali è necessario anche il parere del prefetto del distretto interessato.
Ogni ministero è guidato da un ministro, che dispone di un gabinetto proprio, e che rappresenta il proprio ministero nei rapporti con le altre istituzioni pubbliche, i cittadini e le autorità giudiziarie. I ministri fanno parte del Governo e sono coordinati dal primo ministro.
Ogni ministro può essere coadiuvato da uno o più segretari di Stato, che esercitano le attribuzioni loro delegate. Nel caso di impossibilità di esercitare alcune attribuzioni, i singoli ministri possono delegare uno dei loro segretari di Stato, informando il primo ministro. Nel quadro di ministeri, istituzioni pubbliche e organi specializzati, se ritenuto necessario, è possibile ricorrere anche alla carica del sottosegretario di Stato.
Tra gli altri uffici ministeriali vi è anche il segretario generale, che è un funzionario pubblico in carriera nominato tramite concorso o esame, che assicura la stabilità e la continuità del funzionamento del ministero, nonché la realizzazione dei legami funzionali tra le strutture ministeriali. Ogni ministero dispone di un collegio consultivo che si riunisce su richiesta del ministro per discutere di problemi riguardanti l'attività interna.

### Funzioni
Nel quadro dei dicasteri che presiedono, i ministri hanno i seguenti compiti:
- Organizzare, coordinare e controllare l'applicazione delle leggi, delle ordinanze, delle decisioni, degli ordini e delle istruzioni emanate dal Governo.
- Elaborare progetti di legge, ordinanze e decisioni e fornire opinioni al Governo riguardanti la loro applicazione.
- Compiere le azioni necessarie per l'applicazione della strategia propria del ministero, integrata a quella per lo sviluppo economico-sociale predisposta dal Governo.
- Elaborare proposte per il bilancio annuale da sottoporre al Governo.
- Seguire la progettazione e la realizzazione degli investimenti del ministero sulla base del bilancio approvato.
- Rappresentare gli interessi dello Stato in seno agli organi internazionali e sviluppare rapporti di collaborazione con organizzazioni affini di altri stati o di organismi sovranazionali.
- Iniziare e negoziare, con la delega del Presidente della Romania o del Governo, la stipulazione di convenzioni, accordi e trattati internazionali.
- Seguire e controllare l'applicazione delle convenzioni e degli accordi internazionali cui la Romania aderisce, prendendo misure atte a favorire l'integrazione del paese agli organismi internazionali.
- Coordinare e seguire l'elaborazione e l'implementazione di politiche e strategie nei domini d'attività del ministero, sulla base della strategia generale del Governo.
- Fornire pareri sull'istituzione di organismi non governativi e cooperare con questi per la realizzazione degli scopi per cui sono stati creati.

I ministri partecipano alle sedute di Governo e rappresentano l'esecutivo nei rapporti con il Parlamento. Le camere, infatti, possono ricorrere ad interrogazioni e interpellanze rivolte ai membri del Governo per ottenere precisazioni o spiegazioni. Deputati e senatori hanno il diritto di chiedere informazioni o documenti ai ministri e questi hanno l'obbligo di fornirle tramite l'intermediazione dei presidenti delle due camere. I ministri hanno accesso ai lavori del Parlamento e, se espressamente richiesto dalle camere, la loro presenza in aula è obbligatoria. Il primo ministro in sua sostituzione può indicare un altro ministro per rispondere a interrogazioni e interpellanze parlamentari.
Gli atti emanati dal Governo vengono firmati dal primo ministro e dai ministri che per campo di competenza hanno l'obbligo di applicarli.

### Nomina e revoca dei ministri
I ministri vengono proposti dal primo ministro, che riceve l'incarico di formare il Governo da parte del Presidente della Romania. Il candidato a primo ministro, quindi, chiede al Parlamento riunito in seduta congiunta l'approvazione del programma e della lista dei ministri da lui scelti. Ottenuto il voto d'investitura parlamentare, la nomina dei ministri proposti dal premier viene realizzata dal Presidente della Romania. Possono essere nominati ministri cittadini rumeni che godono del diritto di voto, che non hanno subito condanne per reati costituenti fatto penale e che non si trovino in una situazione di incompatibilità.
In seno al Governo il primo ministro può indicare alcuni ministri con il titolo di "ministro di Stato". Il loro ruolo, sotto la diretta supervisione del primo ministro, è quello di coordinare le azioni necessarie per la realizzazione degli obiettivi di un determinato campo d'attività del programma di Governo. Per tale motivo collaborano con altri ministeri, che rispondono dell'attuazione del programma nei rispettivi campi. Un ulteriore tipologia è quella del ministro delegato che, pur senza essere a capo di una struttura con rango ministeriale, è responsabile di speciali compiti affidati direttamente dal primo ministro. Il primo ministro ha anche la possibilità di designare ministri senza portafoglio.
Il mandato ministeriale si esaurisce alla convalida del risultato delle successive elezioni parlamentari, nonché in caso di dimissioni o sfiducia del Governo. Il ruolo decade anche nei casi in cui l'intero gabinetto sia obbligato alle dimissioni per perdita del diritto di voto, stato di incompatibilità o morte del primo ministro. Individualmente la funzione di ministro si interrompe in seguito a dimissioni, revoca, perdita del diritto di voto, situazioni di incompatibilità o morte. Il primo ministro può proporre al Presidente della Romania nomina e revoca individuale dei suoi ministri. Nel caso in cui le proposte di rimpasto formulate dal premier modifichino la struttura del Governo o la sua composizione politica, questi ha l'obbligo di presentarsi in Parlamento per la fiducia.
Qualora una posizione di ministro dovesse essere vacante o il titolare temporaneamente impossibilitato ad esercitarla, questa può essere rivestita ad interim da un altro ministro per un periodo massimo di 45 giorni, fino all'indicazione di un nuovo membro. La proposta viene fatta dal primo ministro e la nomina finalizzata dal Presidente della Romania.
Il Presidente della Romania e il Parlamento, inoltre, sono gli unici organi autorizzati a chiedere l'avvio di procedure penali contro i membri del Governo per fatti commessi nell'esercizio dell'ufficio ministeriale. In tal caso il Presidente della Romania può anche disporre la sospensione dei ministri indagati. Il tribunale competente è quello dell'Alta corte di cassazione e giustizia.

## Ministeri della Romania
I ministeri istituiti dall'attuale Governo al 23 dicembre 2024 sono:
- Ministero dell'educazione e della ricerca
- Ministero dell'Economia, della Digitalizzazione, dell'Imprenditoria e del Turismo
- Ministero degli affari esteri
- Ministero degli affari interni
- Ministero della difesa nazionale
- Ministero delle finanze
- Ministero del Lavoro, della Famiglia, della Gioventù e della Solidarietà sociale
- Ministero dello Sviluppo regionale, dei Lavori pubblici e dell'Amministrazione
- Ministero dell'Ambiente, delle Acque e delle Foreste
- Ministero dei Trasporti e delle Infrastrutture
- Ministero della Giustizia
- Ministero dell'agricoltura e dello sviluppo rurale
- Ministero della salute
- Ministero della cultura
- Ministero degli investimenti e dei progetti europei
- Ministero dell'energia

Per l'elenco storico dei ministeri e delle precedenti denominazioni vedi Ministeri della Romania.

## Liste di ministri della Romania
- Ministri degli affari esteri della Romania
- Ministri degli affari interni della Romania
- Ministri dell'agricoltura della Romania
- Ministri dell'ambiente della Romania
- Ministri del commercio della Romania
- Ministri delle comunicazioni della Romania
- Ministri della cultura della Romania
- Ministri della difesa della Romania
- Ministri dell'economia della Romania
- Ministri delle finanze della Romania
- Ministri dei fondi europei della Romania
- Ministri della giustizia della Romania
- Ministri dell'industria della Romania
- Ministri dell'istruzione della Romania
- Ministri del lavoro della Romania
- Ministri per i rapporti con il Parlamento della Romania
- Ministri della salute della Romania
- Ministri dello sport della Romania
- Ministri dello sviluppo della Romania
- Ministri dei trasporti e delle infrastrutture della Romania
- Ministri del turismo della Romania